# Boophis jaegeri
Boophis jaegeri  (лат.) — вид лягушек из рода мадагаскарские веслоноги (Boophis) семейства мантеллы.

## Общие сведения
Лягушки вида Boophis jaegeri являются эндемиками Мадагаскара. Их природной средой обитания являются субтропические и тропические влажные равнинные леса, речные поймы и обрабатываемые человеком плантационные хозяйства. Так как этот вид обитает также в лесных массивах, подвергаемых промышленной вырубке, зона расселения Boophis brachychir постоянно сокращается.
Согласно классификации МСОП, лягушкам вида Boophis jaegeri, отнесённым к категории Находятся в уязвимом положении (VU) угрожает сокращение популяции.